# Juan Peiró

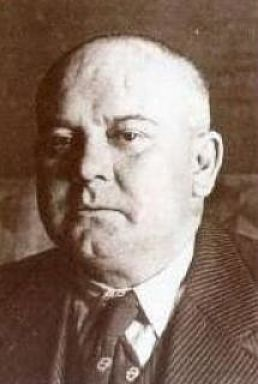
Juan Peiró

Juan Peiró Belis (* 18. Februar 1887 in Barcelona; † 24. Juli 1942 in Paterna) war ein spanischer Glaser, Ökonom, Anarchist und Syndikalist. Während des Spanischen Bürgerkrieges war er Industrieminister der Zweiten Republik.

## Leben

### Frühe Jahre
Im Alter von acht Jahren verließ Peiró die Schule und begann in einer Glashütte in Barcelona zu arbeiten. Lesen und schreiben lernte er erst als junger Erwachsener. 1907 heiratete er Mercedes Olives Bonastre, eine Textilarbeiterin, mit der er sieben Kinder hatte.
1925 gründete Juan Peiró gemeinsam mit weiteren Kollegen die Glaserei-Genossenschaft Cristalerías de Mataró, mit der er sein gesamtes weiteres Leben verbunden blieb.

### Etablierung in der Gewerkschaftsbewegung
Ab 1906 war Peiró gewerkschaftlich aktiv. Zwischen 1912 und 1920 bekleidete er den Posten des Generalsekretärs der Nationalen Föderation der Glaser, die der anarchosyndikalistischen Gewerkschaftsföderation Confederación Nacional del Trabajo (CNT) angeschlossen war. Zudem gab er deren Zeitung El Vidrio heraus und leitete die Zeitung der Gewerkschaften von Badalona La Colmena Obrera.
Ab 1918 übernahm er verantwortliche Positionen innerhalb der katalanischen Regionalföderation der CNT. Auf dem CNT-Kongress von 1919 sprach er sich erstmals für die Einrichtung von landesweiten Industrieföderationen innerhalb der CNT aus. Dieser Vorschlag wurde jedoch durch den Kongress abgelehnt.

### Die zwanziger Jahre
1919 eskalierten die Konflikte zwischen den Unternehmerverbänden, dem Staat und der libertär inspirierten Arbeiterbewegung nach einem Generalstreik in Katalonien (huelga de La Canadiense). 1920 verübten sogenannte „Pistoleros“ zwei Attentate auf Juan Peiró. Im selben Jahr wurde er festgenommen und blieb bis 1922 in Haft.
Nach seiner Haftentlassung wählte ihn die CNT zu ihrem Generalsekretär. Peiró lebte nun in Mataró in der Nähe von Barcelona. Auf einer von ihm organisierten Konferenz in Zaragoza beschloss die CNT 1922 ihren Austritt aus der bolschewistischen Dritten Internationale und ihren Eintritt in die syndikalistische Internationale Arbeiter-Assoziation (IAA). Auf dieser Konferenz verfocht Juan Peiró zudem gemeinsam mit Salvador Seguí und Ángel Pestaña eine politische Strategie, nach der die CNT versuchen sollte, durch gezielten Druck auf die Regierungen konkrete Forderungen durchzusetzen. Dieser Vorschlag wurde von den „reinen Anarchisten“ innerhalb der Gewerkschaftsföderation als „Reformismus“ scharf zurückgewiesen.
Nach der Machtergreifung des General Miguel Primo de Rivera am 13. September 1923 wurde die CNT sowie alle ihre Publikationen verboten und ihre Lokale geschlossen. Viele CNT-Aktivisten wurden verhaftet, darunter auch erneut Peiró. Zunächst noch 1923 wieder entlassen, wurde er 1925, 1927 und 1928 erneut inhaftiert. In Haft verfasste er die Schrift Trayectoria de la Confederación Nacional del Trabajo (Der Weg der CNT), in der er sich gegen sektiererische Tendenzen innerhalb der Gewerkschaftsföderation wandte. Kurzzeitig ging er zwischen den Gefängnisaufenthalten ins Exil nach Frankreich.
1928 wurde er zum zweiten Mal zum Generalsekretär der CNT gewählt. Er positionierte sich kritisch gegenüber der Unión General de Trabajadores (UGT), die sich auf eine institutionelle Zusammenarbeit mit der Militärdiktatur einließ. Gleichzeitig kam es immer häufiger zu Kontroversen zwischen ihm und den Aktivisten der Federación Anarquista Ibérica (FAI).

### Zweite Republik und Bürgerkrieg
1930 wurde Peiró Redaktionsleiter der CNT-Zeitung Solidaridad Obrera. Auf dem außerordentlichen CNT-Kongress 1931 übernahm die Gewerkschaftsföderation schließlich sein Konzept der Industrieföderationen – gegen den Widerstand der FAI-Fraktion. Auf diesem Kongress vertrat er darüber hinaus die Position, dass sich die Proklamation der Zweiten Republik im selben Jahr als ein Fortschritt für die Arbeiterklasse erweisen könnte. Diese Position wurde ebenfalls von der CNT übernommen, auch hier gegen den Widerspruch der „reinen“ Anarchisten, die darin eine Unterstützung der bürgerlichen Politik sahen.
1931 veröffentlichte Juan Peiró gemeinsam mit 29 weiteren führenden CNT-Aktivisten das Manifest der Dreißig, in dem sie die ökonomische und soziale Situation in Spanien analysierten und sowohl die republikanische Regierung als auch die insurrektionalistische Fraktion innerhalb der CNT kritisierten. Die folgenden Konflikte führten zu Austritten und Ausschlüssen der sogenannten Oppositionssyndikate aus der CNT. Diese gründeten anschließend die Federación Sindicalista Libertaria (FSL). Auch Peiró verließ im Zuge dessen die CNT, in den folgenden Jahren bemühte er sich jedoch darum, Brücken zwischen den beiden Lagern zu errichten, um einen endgültigen Bruch zu verhindern. 1936 kam es schließlich zur Wiedervereinigung.
Nach dem Militärputsch am 17. Juli 1936 und der darauf folgenden sozialen Revolution, wurde Juan Peiró Vizepräsident des antifaschistischen Komitees von Mataró. Er verteidigte den Eintritt der CNT in die Generalitat de Catalunya und die Zentralregierung im Herbst/Winter 1936. Gemeinsam mit Juan García Oliver (Justiz), Federica Montseny (Gesundheit) und Juan López Sánchez (Handel) war er einer der vier anarchistischen Minister im Kabinett von Largo Caballero. Juan Peiró war dort für das Industrieressort zuständig. Er ließ per Dekret industrielle Infrastruktur beschlagnahmen und trieb das Projekt einer Kreditbank für die kollektivierte Industrie voran. Viele dieser Maßnahmen wurden jedoch von der folgenden Regierung Negrín nicht weiter verfolgt.
Nach dem Sturz der Regierung Largo Caballero in Folge der Maiereignisse ging er zurück nach Mataró, wo er wieder als Glaser in seiner Genossenschaft arbeitete. Peiró sprach auf Veranstaltungen über die Zeit in der Regierung und publizierte Artikel, in denen er unter anderem die stalinistische Politik des Partido Comunista de España (PCE) scharf kritisierte.

### Exil, Gefangennahme und Tod
Nach der Niederlage im Bürgerkrieg überschritt Juan Peiró am 5. Februar 1939 die Grenze nach Frankreich. Kurzzeitig wurde er in Perpignan interniert, bevor er nach Narbonne (Narbona) ging, wo sich seine Familie aufhielt. Später lebte er in Paris, wo er die CNT in der Junta de Auxilio a los Republicanos Españoles (JARE) vertrat. Diese spanische Exil-Institution organisierte die Ausreise der aus den französischen Internierungslagern entlassenen Flüchtlinge nach Mexiko.
Nach der Besetzung Nord-Frankreichs durch das nationalsozialistische Deutschland im Juni 1940, versuchte er zu flüchten, wurde jedoch auf dem Weg nach Narbonne verhaftet und zurück nach Paris gebracht. Die französischen Behörden planten, ihn nach Mexiko auszuweisen, er wurde jedoch erneut inhaftiert, diesmal von deutschen Truppen und nach Trier deportiert. Im Januar 1941 beantragte die Franco-Diktatur seine Auslieferung. Dem leisteten die deutschen Behörden am 19. Februar Folge.
Peiró wurde nach Madrid gebracht, wo er verhört und gefoltert wurde. Im Dezember 1941 begann in Valencia der Prozess gegen ihn. Man stellte ihm eine Einstellung des Verfahrens für den Fall in Aussicht, dass er sich als Funktionär den franquistischen Staatsgewerkschaften zur Verfügung stellen würde. Peiró lehnte dieses Angebot ab. Am 21. Juli 1942 erging das Todesurteil. Drei Tage später wurde er gemeinsam mit sechs weiteren CNT-Aktivisten erschossen. Juan Peiró wurde 55 Jahre alt.

## Denken
Peirós Denken war vom französischen Syndikalismus geprägt. In seinen Texten betonte er die Notwendigkeit einer ausreichenden technischen Vorbereitung und Ausbildung, als Voraussetzung für die Übernahme der Produktion und Distribution während und nach einer libertären Revolution. Hierdurch sollte die Entfaltung von wirtschaftlichen und politischen Ressourcen ermöglicht werden, die die post-revolutionäre Gesellschaft stabilisieren und das neue basisdemokratische Gesellschaftsmodell etablieren.
Er kritisierte wiederholt den starken Widerstand aus Teilen der anarchistischen Bewegung gegen eine seines Erachtens unbedingt notwendige effektive Organisation von nationalen und internationalen Industrieföderationen sowie die Mystifizierung der Spontaneität der Massen von dieser Seite. Im Gegensatz zu den „reinen“ Anarchisten vertraute er auf die gewerkschaftlichen Massenorganisationen als Fundament der revolutionären Entwicklung. Peiró sprach sich gegen die Dominanz einer spezifisch anarchistischen Organisation innerhalb der Gewerkschaftsbewegung aus, die von charismatischen Persönlichkeiten und relativ kleinen Aktionsgruppen geprägt wird, wie er sie in Gestalt der FAI vor Augen hatte.

## Zitate
„Wenn wir von Kollektivismus sprechen, könnten dies einige als Abkehr vom libertären Kommunismus verstehen. Dem ist aber nicht so. Wir sprechen vom Kollektivismus als Mittel, nicht als ökonomisches Ziel der künftigen Gesellschaft. Wir meinen Kollektivismus als Organisationsform, als Möglichkeit, Initiative und Kräfte aufzugreifen und sie zu entwickeln, sowie endlich Kollektivismus als Form der Disziplin des einzelnen gegenüber dem Allgemeinen.“

„Das Wichtigste einer Revolution vom Typ derer, die die CNT realisieren wird, ist nicht die Zerstörung des Bestehenden, sondern die Schaffung dessen, was das Zerstörte ersetzen soll.“

„Der Republik muß man den Vorwurf machen – und ich tue es – eine politische Polizei geschaffen zu haben, die erlaubt, daß die Kommunisten sie nach ihrem Ermessen beherrschen.“

## Werke
- Ökonomie und Revolution (mit Diego Abad de Santillán; Hrsg. Thomas Kleinspehn), Wien 1986, ISBN 3-900434-09-3.

## Werke in spanischer Sprache
- Trayectoria de la Confederación Nacional del Trabajo. 1925
- Ideas sobre Sindicalismo y Anarquismo. 1930
- Problemas del Sindicalismo y del Anarquismo. (PDF) 1930
- Peligro en la retaguardia. 1936
- De la fábrica de vidrio de Mataró al Ministerio de Industria (conferencia). 1937
- Problemas y cintarazos. 1938